# Distretto di Terrai Bainen
Il distretto di Terrai Bainen è un distretto della Provincia di Mila, in Algeria.

## Comuni
Il distretto di Terrai Bainen comprende 3 comuni:
- Terrai Bainen
- Amira Arrès
- Tessala Lemtaï